# Juras Požela
Juras Požela, né le 12 avril 1982  à Vilnius (Lituanie) et mort dans la même ville le 16 octobre 2016 des suites d'une pancréatite aiguë, est un homme politique lituanien. Il est membre du Parti social-démocrate et ministre de la Santé du 15 mars 2016 à sa mort.

## Biographie
En 2000, il rejoint le Parti social-démocrate de Lituanie et en 2003, devient membre du conseil d'administration au département de la jeunesse. Il fut également membre d'ECOSY.
Diplômé de la Faculté de communication de l'Université de Vilnius en 2004, il a obtient une maîtrise en journalisme en 2006. 
De 2003 à 2012, il est membre du conseil municipal de Vilnius.
Jusqu'en août 2010, il travaille comme directeur du Département de la jeunesse du ministère de la Sécurité sociale et du Travail de Lituanie.
En 2012, il est élu au Seimas, devient membre du Comité de la Santé et est également membre du Comité européen (2012-2013).
Mort le 16 octobre 2016 d'une pancréatite chronique, il est inhumé au cimetière d'Antakalnis.